# Порт Вошингтон (Њујорк)
Порт Вошингтон (енгл. Port Washington) насељено је место без административног статуса у америчкој савезној држави Њујорк.

## Демографија
По попису из 2010. године број становника је 15.846, што је 631 (4,1%) становника више него 2000. године.
| Група             | 2000.          | 2010.          |
| Белци             | 11.980 (78,7%) | 11.844 (74,7%) |
| Афроамериканци    | 427 (2,8%)     | 376 (2,4%)     |
| Азијати           | 924 (6,1%)     | 1.275 (8,0%)   |
| Хиспаноамериканци | 1.704 (11,2%)  | 2.116 (13,4%)  |
| Укупно            | 15.215         | 15.846         |